# Dikasztérium az Átfogó Emberi Fejlődés Szolgálatában
A Dikasztérium az Átfogó Emberi Fejlődés Szolgálatában (más forrásban: Átfogó Emberi Fejlődés Előmozdításának Dikasztériuma, latinul Dicasterium ad Integram Humanam Progressionem fovendam) a Római Kúria egyik hivatala (dikasztériuma), melyet Ferenc pápa 2016. augusztus 31-én hozott létre. A kongregáció 2017. január 1-jén kezdte meg működését. Vezetőjéül Ferenc pápa 2016. augusztus 31-én a kanadai származású Michael Czerny bíborost nevezte ki, aki azt megelőzően az Igazságosság és Béke Pápai Tanácsa elnöke volt.

## Létrehozása
2016. augusztus 31-én, szerdán közzé tették Ferenc pápa „Humanam progressionem” kezdetű motu proprióját, amellyel a Szentatya új dikasztériumot hozott létre. Az új dikasztérium 2017. január 1-jén jött létre az alábbi négy Pápai Tanács összevonásával:  
- „Cor Unum” Pápai Tanácsa
- Igazságosság és Béke Pápai Tanácsa
- Vándorlók és Utazók Lelkigondozásának Pápai Tanácsa
- Egészségügyi Dolgozók Lelkigondozásának Pápai Tanácsa

Ezzel a dátummal ez a négy tanács megszűnt, és hatálytalanná váltak II. János Pál pápa 1988-ban közzétett „Pastor Bonus” Apostoli Konstitúciójának 142–153 terjedő pontjai.

## Feladatköre
A kongregáció „különösen illetékes lesz azokban a kérdésekben, amelyek a migrációkra, a szükséget szenvedőkre, a betegekre és a kirekesztettekre, a társadalom peremére szorultakra, a fegyveres konfliktusok és természeti katasztrófák áldozataira, a bebörtönzöttekre, a munkanélküliekre, valamint a rabszolgaság bármely formájának, illetve kínzásoknak az áldozataira, továbbá a méltóságukban veszélyeztetett egyéb személyekre vonatkoznak.” Ezen túl foglalkozik az emberi jogokkal, különös tekintettel a munkával kapcsolatos jogokra, beleértve a kiskorúakat is, valamint az emberkereskedelemmel, a halálbüntetéssel és a leszereléssel.
Különösen feladata, hogy elmélyítse az egyház társadalmi tanítását, azon működve, hogy „az széles körben elterjedjen, és a gyakorlatban megvalósuljon, továbbá, hogy a társadalmi, gazdasági és politikai kapcsolatokat egyre inkább hassa át az evangélium lelkülete.”
A kongregációban három bizottság működik:
- Karitatív Bizottság
- Ökológiai Bizottság
- Egészségügyi Dolgozók Bizottsága

A kongregáció illetékese egyben a Caritas Internationalis (Nemzetközi Karitász) vezetője is. Az új szerv illetékes a nemzetközi karitatív társulatok felállítása és felügyelete terén, valamint a hasonló célokból létrehozott pénzalapokra vonatkozó döntésekben is.

## Vezetése
| Fénykép | Név, beosztás                               | Országa       | Kinevezés dátuma    |
| ------- | ------------------------------------------- | ------------- | ------------------- |
|         | Peter Turkson bíboros prefektus             | Ghána         | 2016. augusztus 31. |
|         | Michael Czerny S.J bíboros helyettes titkár | Csehország    | 2016. december 14.  |
|         | Bruno Marie Duffé helyettes titkár          | Franciaország | 2017. június 16.    |
|         | Augusto Zampini helyettes titkár            | Argentína     | 2020. április 8.    |